# جیر دا روزا پینتو
جیر دا روزا پینتو (انگلیسی: Jair da Rosa Pinto; ۲۱ مارس ۱۹۲۱ – ۲۸ ژوئیهٔ ۲۰۰۵) بازیکن فوتبال اهل برزیل بود.
از باشگاه‌هایی که در آن بازی کرده‌است می‌توان به باشگاه فوتبال فلامینگو، باشگاه فوتبال سانتوس، باشگاه فوتبال پالمیراس، باشگاه ورزشی واسکو دوگاما، باشگاه فوتبال سائو پائولو، و باشگاه فوتبال سائو پائولو، اشاره کرد.
وی همچنین در تیم ملی فوتبال برزیل بازی کرده‌است.